# 바너드별
바너드별(Barnard's Star, 문화어: 바나드별) 은 뱀주인자리에 있는 적색 왜성이다. 이 별은 '벨록스 바나르디'(라틴어로 버나드의 폭주성임)라고 불리기도 한다. 1916년 미국 천문학자 에드워드 에머슨 바너드는 이 별의 고유 운동량이 10.3초각임을 밝혀냈고 이는 당시 알려진 별들 중 태양에 대하여 가장 큰 수치의 고유 운동이었다. 이 별은 1.8 파섹 거리(6 광년이 채 못 된다.)에 있으며 뱀주인자리 영역에 있는 별들 중 지구에서 가장 가깝다. 이 별은 단독성 개체로는 센타우루스자리 알파 항성계의 세 별에 이어 네 번째로 가까우며, 항성계로 치면 센타우루스자리 알파 항성계에 이어 두 번째로 가까운 존재이기도 하다. 이렇게 가까이 있음에도 불구하고 바너드 별을 맨눈으로 볼 수는 없다.
바너드 별은 적색 왜성 중 지구에서 세 번째로 가깝고(가장 가까운 적색 왜성은 가장 가까운 별이기도 한 프록시마 센타우리이다), 위치도 천구 적도 근처이기 때문에 관측할 수 있는 장소가 넓다. 따라서 이 별에 대해 많은 연구가 이루어졌다. 바너드 별에 대한 연구 분야는 이 항성의 물리적 특징, 측정 천문학적 수치 및 외계 행성의 존재 여부 등이다. 늙은 별임에도 불구하고 관측 자료에 따르면 이 별은 아직도 플레어 현상을 보여준다.

## 논쟁
바너드 별은 이전부터 논쟁 거리였다. 1960년대의 10년 동안 페테르 판 데 캄프(Peter van de Kamp)의 '바너드 별 주위에는 목성형 행성이 존재한다'라는 잘못된 주장은 천문학자들에게 지지를 받아 왔다. 이후 지구형 행성은 존재 가능하나 목성형 행성처럼 질량이 큰 천체는 없음이 검증되면서 캄프의 주장은 잘못된 사실로 판명되었다. 이 별은 지구에서 가깝기 때문에 성간 여행의 후보지이다.

## 항성계의 개요
바너드 별은 어두운 M4 분광형의 적색 왜성이며 망원경 없이는 볼 수 없다. 겉보기 등급은 9.57이다. (밤하늘에서 가장 밝게 보이는 별인 시리우스 A의 겉보기 등급은 -1.5이며, 시리우스는 바너드 별보다 지구에서 멀리 떨어져 있다) 인간의 맨눈으로 볼 수 있는 가장 어두운 별이 6등급임을 생각하면, 바너드 별은 사람의 시각적 한계치(날씨가 좋을 때)보다 27배나 더 어두운 천체인 셈이 된다.
바너드 별의 나이는 70~120억 년 정도로 예상되며 이는 우주의 나이와 비슷하게 오래된 것이다. 밝기의 변화에서 도출한 바너드 별의 자전주기는 130일(태양은 26일)로, 이를 통해 오랜 기간에 걸쳐 바너드 별은 자전 에너지를 상당량 잃었음을 알 수 있다. 늙은 별에 속하기 때문에 바너드 별은 표면 활동량이 적을 것으로 생각했었다. 그러나 1998년 천문학자들은 이 별의 표면에서 극심한 태양 플레어 현상을 발견했으며, 이로 인해 바너드 별은 플레어 별로 밝혀졌다. 바너드 별의 변광성 명칭은 뱀주인자리 V2500이다.

바너드 별이 1985년에서 2005년까지 5년 간격으로 자리를 옮기고 있다.

고유 운동을 통해 계산한 바너드 별의 상대적 측면속도(태양에 대해 비스듬하게 움직이는 것)는 초당 90킬로미터이다. 1년에 10.3초씩 이동하고 있으며, 한 인간의 수명에 해당하는 시간 동안 보름달 각지름의 절반에 해당하는 0.25도를 움직인다.
바너드 별이 태양에 대하여 움직이는 상대 속도는 청색 편이를 통해 잴 수 있다. 이 상대 속도는 성표의 종류에 따라 다른 값을 수록하고 있는데, SIMBAD에서는 초당 106.8킬로미터, ARICNS에서는 110.8킬로미터이다. 고유 운동과 청색 편이를 조합한 바너드 별의 태양에 대한 실제 속도는 각각 초당 139.7킬로미터와 142.7킬로미터이다. 바너드 별은 태양에 빠르게 접근하고 있으며 서기 11700년 경 3.8광년까지 다가올 것이다. 그러나 실망스럽게도 바너드 별은 이렇게 가까이 접근하더라도 밝기는 고작 8.5등급으로 인간의 맨눈에는 보이지 않을 것이다. 3.8광년까지 접근한 뒤 바너드 별은 서서히 멀어져 갈 것이다.
바너드 별의 질량은 태양의 15퍼센트이며 반지름은 태양의 21퍼센트이다. 유효 온도는 3134(±102)켈빈이며 태양 밝기의 2500분의 1 수준에 불과하다. 절대복사등급에 의거하면 바너드 별의 밝기는 태양의 1만 분의 34.6 정도이다. 바너드 별은 어둡기 때문에 이 별을 우리 태양 대신 태양계 중심에 대체해 놓더라도, 보름달 밝기의 100배 정도에 그칠 것이다.

## 행성 존재의 모색
1963년부터 시작해서 10년간, 많은 천문학자들은 페테르 판 데 캄프가 주장했던 '바너드 별은 떨림 현상을 보여주고 있으며, 이로써 바너드 별의 주변에 목성형 행성이 한 개 이상 존재한다'라는 말을 지지하였다. 판 데 캄프는 행성의 존재를 말해 주는, 궤도섭동으로 발생하는 사진건판 위 1 마이크로미터 크기의 작은 변화를 찾기 위해, 스와스모어 대학교의 동료들과 함께 바너드 별을 1938년부터 관찰해 왔다. 개인적, 조직적 오류를 막기 위해 열 명에 이르는 인원들은 자신들의 관측 결과를 평균화시켰다. 연구진이 처음 발표한 행성의 질량은 목성의 1.6배였고 공전궤도 지름은 4.4천문단위로 근소하게 찌그러진 궤도를 돌고 있었다. 초기 관측값은 1969년 논문에서 다시 수정되었다. 이후 판 데 캄프는 행성의 숫자는 두 개이며 질량은 각각 목성의 1.1배와 0.8배라고 주장했다.

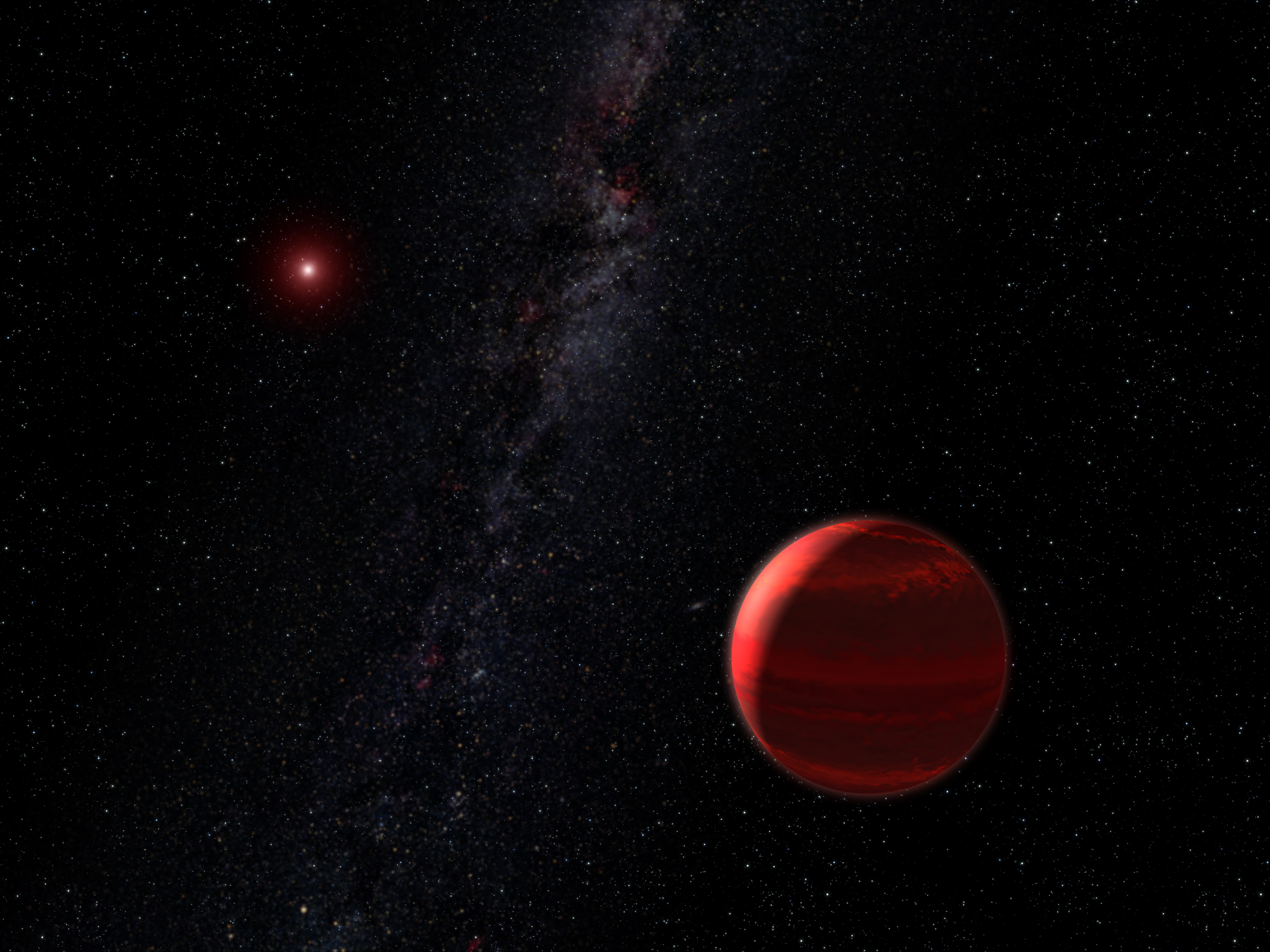
적색 왜성을 돌고 있는 한 행성을 상상한 천체 예술가의 그림.

다른 천문학자들은 지속적으로 판 데 캄프의 관측값에 대해 이의를 제기했으며, 1973년 발표된 두 중요한 논문은 캄프의 행성 존재설을 무력화시켰다. 게이트우드와 에이크혼은 새로운 건판 측정 기술을 이용하여 서로 다른 천문대에서 바너드 별을 관측했으며, 둘 다 어떤 행성도 찾을 수 없었다. 이들의 발표 넉 달 전 허셰이는 논문을 통해 여러 별들을 측성학적으로 연구한 값들의 변화량은 망원경 렌즈의 설정 및 변경 타이밍과 관련이 있으며, 행성 '발견'은 유지 보수 및 성능향상 중 발생한 인위적 결과임을 밝혔다.
페테르 판 데 캄프는 자신의 연구 결과가 실수임을 인정하지 않았으며 1982년 두 개의 행성이 존재한다는 연구 결과를 발표했다. 스와스모어 대학교 내 판 데 캄프의 후계자이자 쌍성 연구 전문가였던 불프 하인츠는 스승의 연구 결과에 의문을 품었다. 그는 1976년부터 비판적인 논문을 쓰기 시작했으며 두 사람은 이로 인해 소원한 관계가 되었다.
1980년대부터 1990년대까지 그리고 1999년 허블 우주 망원경이 수행한 간섭계 측정을 통해서도 바너드 별의 동반천체는 발견되지 않았으나, 2018년 11월, 바너드별에서 약 6000만km(0.4 a.u.) 떨어진 거리를 공전하고 있는 행성이 발견되었는데, 질량은 지구 질량의 3.2배이고, 공전 주기는 약 233일이며 버나드 별 b로 명명되었다.
행성의 존재 여부에 대한 논쟁이 외계행성 연구에 부정적인 영향을 끼치기는 했으나, 대신 바너드 별 자체에 대한 이해 수준을 높이는 데에는 기여했다. 과거 이 별의 행성 존재 여부는 의심받지 않았기에 과학 소설 커뮤니티 내에서 바너드 별의 명성은 높아졌으며, 다이달로스 계획의 목표지로도 채택되었다.

## 다이달로스 계획
행성의 존재 여부에 대한 논쟁을 빼면, 바너드 별에 대해 가장 자세하게 연구가 이루어진 분야는 다이달로스 계획이었다. 이 계획은 1973년부터 1978년 사이에 수행되었으며, 현재 기술 또는 근미래 과학 기술을 이용하여 빠른 속도로 날 수 있는 무인 우주선을 개발하자는 내용이었다. 바너드 별이 목표지로 선택된 이유 중 하나는 이 별이 행성을 거느릴 것으로 생각했기 때문이었다.
중수소나 헬륨-3의 전자 충격을 통해 핵융합 작용을 일으켜, 4년간 우주선을 가속시켜 광속의 12퍼센트에 이르는 속도를 얻는다는 것이 구체적인 방법이었다. 이 속도로 날아갈 경우 바너드 별에 인간의 생애보다 짧은 50년 만에 도착할 수 있게 된다. 별 자체 및 동반 행성체에 대한 고려 외에도, 태양과 이 별 사이의 성간 물질에 대한 연구가 함께 진행되었다.
초기의 다이달로스 계획 모형은 이론적 연구를 한층 심화시켰다. 1980년 로버트 프레이타스는 보다 야심찬 계획을 제안했는데, 그 내용은 외계 생명체를 찾아 내고 접촉하기 위한 '자기 복제 우주선'을 만들자는 것이었다. 우주선은 목성 궤도에서 건조된 뒤 바너드 별에 다이달로스 계획과 유사한 방법을 이용하여 발사되며, 47년 후 도착한다. 바너드 별에 도착하면 이 우주선은 자기 복제 과정을 시작하며 공장을 건설하고 탐사선을 제작하며, 최종적으로 자기 자신과 똑같은 탐사선을 1천 년 내로 만들어 내게 된다.

## 연구
판 데 캄프가 주도했던 행성 탐사의 열기 때문에 바너드 별은 매우 잘 알려진 적색 왜성이 되었다.

### 항성의 특징 및 측정 천문학적 특질
2003년 출간된 도슨의 최종 논문 이전까지 이 별에 대한 여러 개의 질량-밝기 관련 논문들이 나왔었다. 도슨은 자신의 논문에서 기존에 알려졌던 바너드 별의 표면 온도와 밝기를 수정했으며, 반지름 또한 기존 값의 상한선에 해당되는 태양의 20퍼센트 수준으로 고쳐 잡았다.
M형 왜성들에 대한 광범위한 중원소 함량 연구에 따르면, 바너드 별의 중원소 함량은 -0.5와 -1.0 사이이며 이는 태양의 10 ~ 32퍼센트 수준이다. 한 항성을 구성하는 물질 중 헬륨보다 무거운 원소의 비율을 나타내는 '중원소 함량'은, 별들을 은하 내 여러 종족으로 구별하는 기준이 된다. 바너드 별은 늙은 별이자 중원소 함량이 적은 헤일로 별인, 항성종족 II에 해당한다. 바너드 별의 중원소 함량은 태양보다는 적으나 헤일로 별보다는 많으며, 원반종족 중원소함량의 하한선 수준이다. 이와 같은 사실 및 바너드 별 자체의 빠른 움직임을 통해 바너드 별의 소속을 '성간 항성종족 II형 별'로 정의할 수 있다. 이 부류는 헤일로 별과 원반종족의 중간 정도에 해당된다.
베네딕트 연구진은 허블 우주 망원경을 이용하여 방대한 범위의 연구를 수행했다. 이들은 1999년 바너드 별의 절대 시차값과 절대 등급 값을 수정했다. 이 연구로 인하여 존재 가능한 행성의 한계 수치가 새로 갱신되었다.(아래 글을 참고) 쿠르스터 연구진은 2003년 발표한 또 다른 중요한 논문을 통해, 한 항성이 스스로의 운동으로 인해 시선 속도의 변화를 보여주는 첫 번째 관측 사례를 실었으며, 그 이상의 속도 변화는 항성 활동으로 인해 생겨나는 것임을 증명했다.

### 존재 가능한 행성 질량의 문제
측정 천문학적 관측 및 여러 물리적 특징의 관측을 통하여 어떤 별 주위에 행성이 있을 가능성을 가늠할 수 있다. 천문학자들은 이러한 정보를 통해 항성의 운동 수치를 새로 고침으로써, 존재 가능한 행성체의 질량 및 공전 영역의 허용 범위를 좁힌다. 이런 방법으로 어떤 종류의 행성들이 항성 주위를 '돌 수 없는지' 밝힐 수 있다. 바너드 별과 같은 적색 왜성들은 큰 별보다 질량이 작고, 이처럼 질량이 작을 경우 주변 동반 천체에 의해 흔들리는 양상이 쉽게 관측된다. 게이트우드는 1995년 행성의 존재 가능성을 부정하는 주장에 힘을 싣는 내용의 논문을 통해, 바너드 별 주위에는 목성질량 10배가 넘는 천체(갈색 왜성 질량의 하한선)는 존재하지 않음을 보였다. 1999년 허블 우주 망원경의 관측 결과 행성체의 질량 한계는 목성의 0.8배, 공전 주기는 1000일 이하로 좁혀졌다. 2003년 쿠르쳐는 바너드 별의 생명체 거주가능 영역 내에, 지구질량 7.5배보다 큰 "M sin i" 값 또는 해왕성 질량의 3.1배 이상 천체는 존재할 수 없음을 밝혔다.
일련의 연구 결과로 인해 바너드 별 주위에 행성이 있을 확률은 크게 줄어들었지만, 아직도 행성의 존재 가능성이 완전히 사라진 것은 아니다. 지구형 행성은 질량이 매우 작으며 현 기술 수준으로 발견하기가 어렵기 때문이다. 미 항공우주국의 우주 간섭기 계획과 유럽 우주국의 다윈 계획은 지구와 비슷한 외계 행성을 2015년부터 탐사하기 위한 프로젝트이며, 바너드 별은 이들 탐사 계획의 목표 대상 중 하나이다.

### 1998년 플레어 폭발
바너드 별에서 항성 플레어 폭발이 관측됨으로써 이 천체에 대한 또 다른 흥밋거리가 추가되었다. 텍사스 대학교의 윌리엄 코치런은 1998년 7월 17일 분광 방출의 변화 자료에 기반하여(바너드 별의 플레어는 별의 '떨림'현상을 관측하는 중 포착되었으며, 예기치 않은 발견이었다) 이 현상을 발견하였다. 당시는 이 플레어의 정체가 제대로 분석되기 4년 전이었다. 다이앤 펄슨 팀(지금은 고다드 우주 비행 센터 소속)은 스펙트럼으로 플레어의 에너지 총량을 정확히 잴 수는 없었으나, 플레어의 온도는 8000켈빈으로 항성 표면 온도의 두 배가 넘는다고 밝혔다. 플레어 자체가 종잡을 수 없는 존재임을 고려할 때 다이앤 펄슨은 이렇게 플레어 현상을 평가했다. "이 별은 아마추어 천문가들의 관측 대상으로 환상적인 존재이다."
플레어 현상은 늙은 별들은 보통 극심한 항성 활동을 보여주지 않는다는 점에서 놀라운 일이었다. 플레어는 완전히 밝혀지지는 않았으나, 플라즈마 대류권을 짓누르는 강력한 자기장 때문에 생겨나는 것으로 보고 있다. 강력한 자기장은 빠르게 회전하는 별에서 생겨나며, 늙은 별은 회전이 느리기 때문에 자기장이 약하다. 바너드 별과 같은 늙은 별에서 플레어 현상은 일어나기 힘든 것으로 여겨졌었다. 이 별의 주기성에 대한 연구 또는 주어진 기간 내 항성 활동의 변화량에 의거하면 바너드 별은 조용한 천체여야 했다. 1998년 연구를 통해 바너드 별 밝기가 주기적으로 변하는 이유 중 하나는 항성 표면에 130일 이상 지속되는 흑점 때문으로 알려졌다.
바너드 별의 연구를 통해 비슷한 적색 왜성들에 대해 더 자세한 것을 알 수 있게 되었다. 적색 왜성에서 방출되는 엑스선 및 자외선에 대한 측광학적 연구를 통해, 은하 내에 있는 늙은 수많은 M형 왜성들의 본질을 알아내는 실마리를 잡게 되었다. 상기 연구는 우주 생물학 분야에도 의미가 있다. M형 왜성들의 생명체 거주가능 영역은 항성 근처에 좁게 형성되어 있으며, 이처럼 가까운 거리를 돌고 있는 가상 행성은 생명체에게 치명적인 항성 플레어, 항성풍, 플라즈마 분출의 효과를 직접적으로 받기 때문이다.

## 이웃 별들

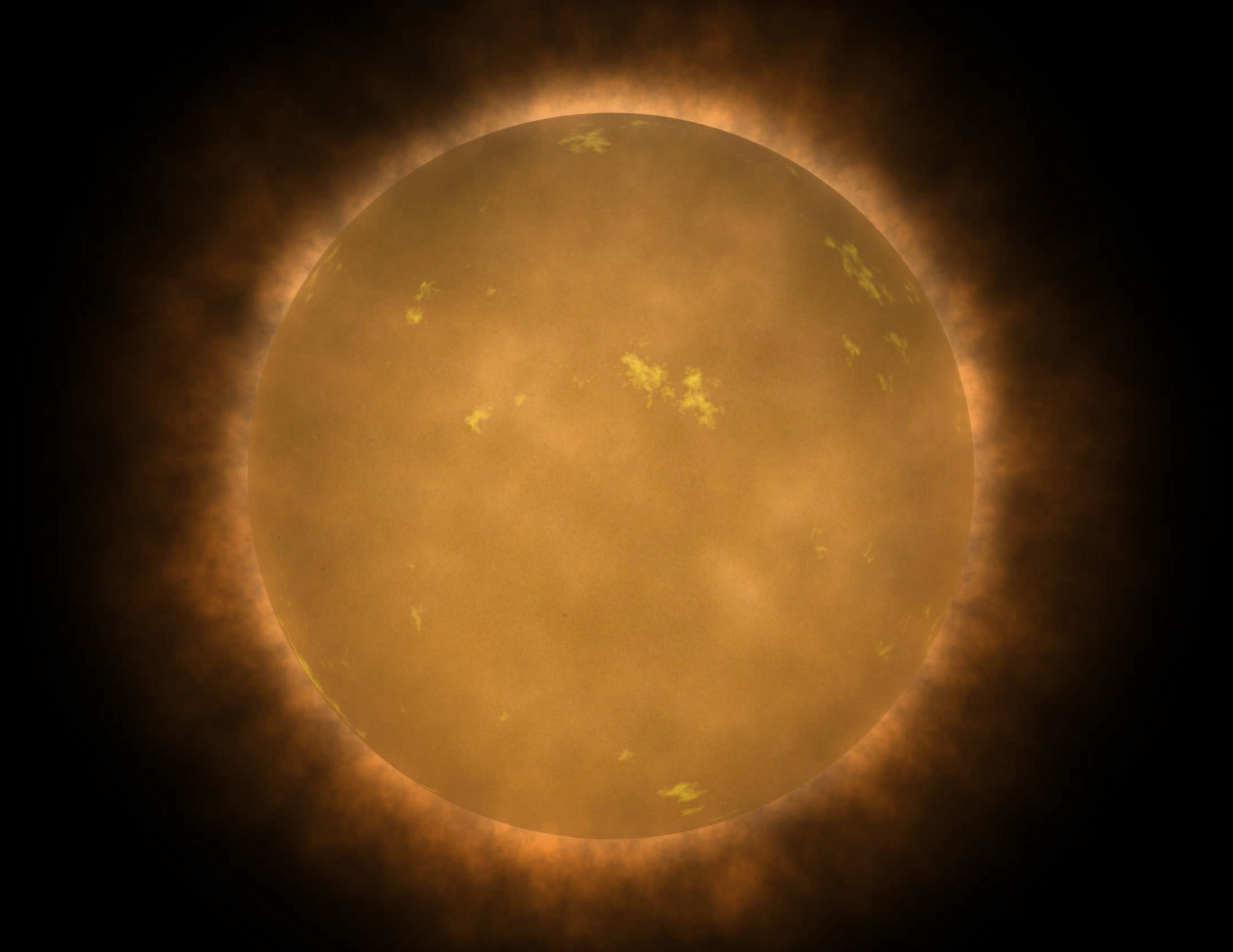
천체 예술가의 밝은 적색 왜성 상상화. 바너드 별은 근처 대부분 이웃들과 같이 적색 왜성이다.

바너드 별은 천구 적도의 4도 위에 자리잡고 있다. 이 위치는 이론상 위도 ± 90°에서도 보이는 곳이며, 대부분의 지구 표면에서 이 별을 관측 가능하다. 단 대기 소광 현상으로 인해 위도가 매우 큰 북극이나 남극에서는 가시성이 떨어진다.
바너드 별 주변에 있는 천체들은 대부분이 적색 왜성들이다. 가장 가까운 이웃은 로스 154로 5.41광년 떨어져 있다. 두 번째로 가까운 천체는 태양이며, 세 번째가 센타우루스자리 알파이다. 바너드 별에서 태양은 지구에서 보이는 바너드 별의 위치와 정확히 반대인 적경=5h 57m 48.5s, 적위=−04° 41′ 36″에 있을 것이며, 외뿔소자리 동쪽에서 빛날 것이다. 태양의 절대 등급은 4.83이지만 가까운 거리 덕분에 바너드 별에서 본 태양은 매우 밝은 1등성 별로 보일 것이다.(이는 지구에서 본 폴룩스 수준이다)

## 잘못된 명칭
버나드 별(Bernard's Star)이 아니라 바너드 별(Barnard's Star)이다. 에드워드 에머슨 바너드(Edward Emerson Barnard)가 발견한 항성이다.

## 같이 보기
- 가까운 별 목록